# 施埔基督教堂
26°2′21.656″N 119°18′24.538″E / 26.03934889°N 119.30681611°E

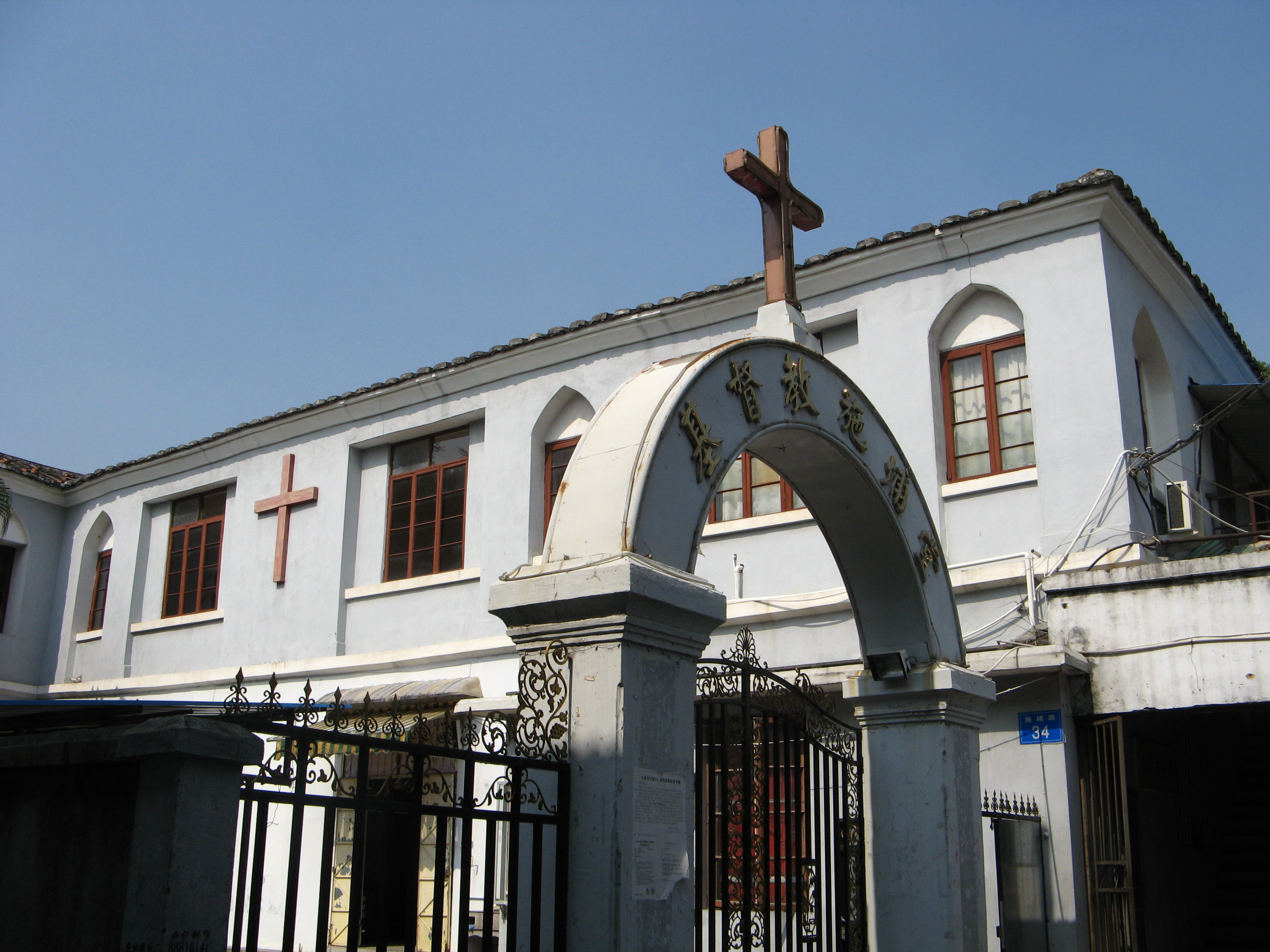
施埔堂

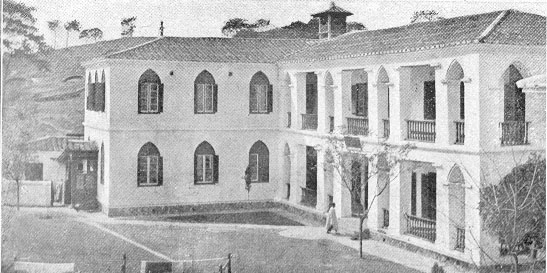
1880年代的施埔堂，当时的真学书院

施埔基督教堂，原名真学堂，是英国圣公会在中国福州建造的一座重要教堂，由包尔腾牧师建于1883年，位于今福州市仓山区福建师范大学旁的学生街。为兩层回廊式建筑，周围有甲乙丙丁戊五大建筑群，佔地十四亩多。这里曾经是十九世纪英国圣公会在福建的总部。1889年，英国圣公会在此开设了真学书院（神学院），培养圣公会的牧师。1906年加入中華聖公會福建教區。1940年，真学书院与卫理公会的福音斋合并，组成福建协和神学院。1950年代并入南京金陵神学院。1966年文革期间，教堂被关闭。1990年，改名施埔堂重新开放。1994年，该堂有信徒600人。